# Боґуш (герб)
Боґуш (пол. Bogusz) — український та польський шляхетський герб часів Речі Посполитої. Виник у ХІІІ столітті.
Не плутати з іншим шляхетським гербом Вила або Богуш (Bohusz).

## Історія
За одними джерелами, герб Боґуш є похідним від шляхетського герба Полукозиць. 
Складається з червоного щита, колір якого який символізує відвагу, на якому зображена голова коня, що є емблемою шляхетності, мужності та вірності. Червоний колір намету вказує на чесноти власника герба.
За іншими джерелами, герб Боґуш, зображення якого відомо з середньовічної печатки, описав, з використанням правил блазонування, Альфред Знамировський :
у щиті зображені три мечі з наконечниками стріл на кінцях лез, що складені зіркоподібно.
Цей герб зустрічається на печатці Яна Боґуша від 1565 року.
Герб використовувався, як власний герб, родами Боґуш, Богуш.
Відповідно до гербовника Тадеуша Гайля різні родини Боґушів відносились до гербів Боґуш, Заглоба, Лещиць, Лук, Одинець, Топор, Тшаска.

## Зображення
Зображення варіантів герба Боґуш (Bogusz):

Варіант 1.
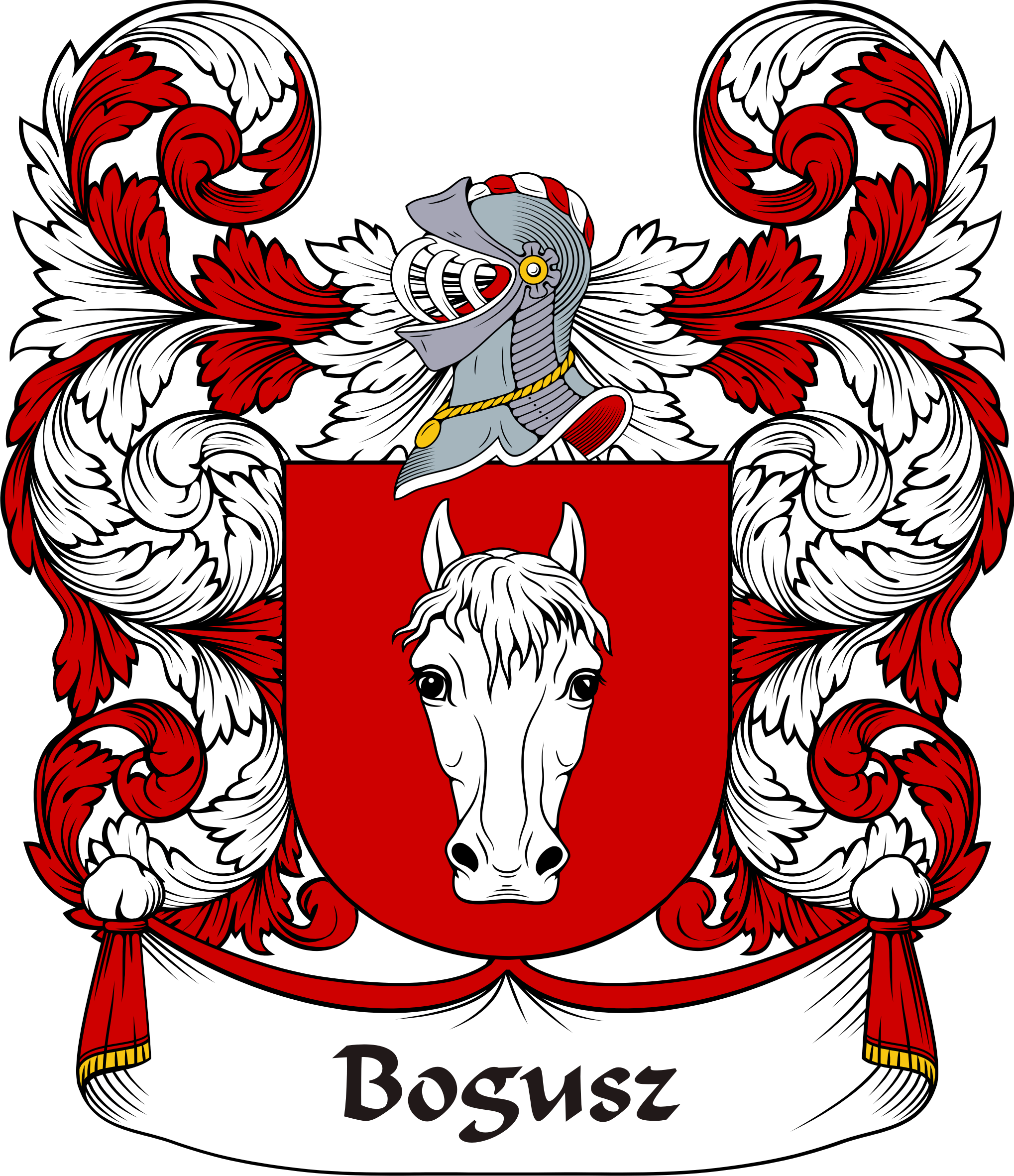
Варіант 2.